# Herbert Finne
Herbert Finne (* 17. September 1919 in Lemgo; † 28. Mai 1999 in Detmold) war ein deutscher Musiker.

## Leben
Nach seinem Abitur in Lemgo und dem darauf folgenden Arbeitsdienst hatte Finne ein erstes Engagement am Stadttheater in Meißen. Von 1940 bis 1942 studierte er an der Staatlichen Hochschule für Musik und Darstellende Kunst in Berlin unter anderem bei Hugo Distler. Nach seinem Kriegsdienst und kurzer Gefangenschaft setzte Finne nach Kriegsende das Studium an der neu gegründeten Musikakademie in Detmold bei Kurt Thomas und Hugo Balzer fort.
Von 1949 bis 1985 war er am Landestheater Detmold zunächst als Chorleiter, dann Solorepetitor und schließlich als 1. Kapellmeister und Musikdirektor tätig.